# 氷上の奇跡
氷上の奇跡（ひょうじょうのきせき Miracle on Ice）は、1980年2月22日に行われた1980年レークプラシッドオリンピックアイスホッケー競技におけるアメリカ合衆国対ソビエト連邦の試合で、ハーブ・ブルックスヘッドコーチに率いられたアメリカ合衆国がソビエト連邦を4-3で破った試合のことを指す。

## 時代背景など
当時のアメリカ合衆国大統領だったジミー・カーターはソ連のアフガニスタン侵攻に対して1980年モスクワオリンピックをボイコットするかどうか考えていた。
第二次世界大戦後のソビエト連邦とアメリカ合衆国の対立は、ミュンヘンオリンピックのバスケットボール決勝での因縁などスポーツの世界にも波及しており、アメリカ合衆国とソビエト連邦は国の威信を賭けその覇権を競っていた。数十年にわたる冷戦中でも、新冷戦のはじまりともいわれる緊張の高まっていた時期に、レークプラシッド大会は開催された。アメリカ合衆国とソビエト連邦の緊張が高まるなか、学生だけの地元アメリカ合衆国代表が金メダル確実と評価されていたソビエト連邦に挑むという構図だった。

## 両チームの概要

### アメリカ合衆国
当時、アメリカ合衆国代表はミネソタ大学の学生中心のアマチュアチームで臨んだ。

### ソビエト連邦
1964年インスブルックオリンピック以降オリンピック4連覇中のソビエト連邦代表は、国家が養成した実質的なプロ集団である「ステート・アマ」と呼ばれる選手達で固められており、チームキャプテンでライトウィングのボリス・ミハイロフをはじめ、後年16ヵ国から選ばれた56人の専門家によって20世紀を代表する6人の選手にスウェーデンのビョルエ・サルミン、カナダのウェイン・グレツキーと共に選出されたウラディスラフ・トレチャク、ヴャチェスラフ・フェティソフ、ワレリー・ハルラモフ、セルゲイ・マカロフの4選手らを擁し、『史上最強』・『無敵』などと言われた。この評価を裏付けるように彼等はオリンピック前の3か月に42戦全勝していたし、前年の1979年にNHLオールスターゲーム（スウェーデン人選手3人を除き全てカナダ選手）との対戦となったチャレンジカップでは6-0と完封勝利するなどしていた。

## 対戦まで
2月9日に両チームはマディソン・スクエア・ガーデンでエキシビションゲームを行い、ソビエト連邦が10-3で勝利していた。アメリカ合衆国はオリンピックに出場した12チーム中世界ランキング7番目であったが、初戦は1960年以降アメリカ合衆国が勝利したことのないスウェーデンとの試合であった。残り30秒からゴールテンダーのジム・クレイグを下げて6人攻撃の末、ディフェンスマンのビル・ベイカーのゴールで2-2の引き分けに持ち込んだ。続くチェコスロバキア（ソビエト連邦に次いで銀メダルを獲得するのではと予想されていた）を7-3で破り、タフな相手であった2試合を乗り切ったアメリカ合衆国は続くノルウェー、ルーマニア、西ドイツとの3戦を連勝して4勝1分でグループリーグを突破し決勝ラウンドに進んだ。一方のソビエト連邦は日本に16-0、オランダに17-4、ポーランドに8-1で勝利して、グループリーグの強豪でもあるフィンランド、カナダとの対戦を待たず決勝リーグへの進出を決めた。上位4チームによるメダル争いとなる決勝ラウンドにはアメリカ合衆国、ソビエト連邦の他にスウェーデン、フィンランドが勝ちあがった。アメリカ合衆国とソビエト連邦は2月22日に激突する事となった。
ソビエト連邦のヘッドコーチだったビクトル・チーホノフは、選手をベストの状態に保とうと休養を取らせた。一方、アメリカ合衆国のヘッドコーチだったハーブ・ブルックスは猛練習を行った。試合前日、ニューヨーク・タイムズのコラムニスト、デイブ・アンダーソンは氷が溶けるかアメリカ合衆国や他チームが奇跡を起こさない限り1960年のスコーバレーオリンピック以来の金メダルをアメリカ合衆国が獲得することはなく過去7回中6回金メダルを獲得しているソビエト連邦が優勝するだろうと書いた。
コーチのブルックスはボリス・ミハイロフの容姿がコメディアンのスタン・ローレルに似ていることを指摘し、選手たちに "You can beat Stan Laurel, can't you?" と問いただした。

## 試合
ホームのアメリカ合衆国の観衆は星条旗を振り回したり、ゴッド・ブレス・アメリカを歌ったりした。ABCは午後の試合であったこの試合の中継をプライムタイムに変更した（試合開始は午後5時であり、録画放送で放映された）。
試合は第1ピリオド9分12秒にアレクセイ・カサトノフのアシストでウラジーミル・クルトフがゴールを決めてソビエト連邦が先制した。第1ピリオド14分03秒にはアメリカ合衆国のバズ・シュナイダーが同点ゴールを決めたが第1ピリオド17分34秒にセルゲイ・マカロフのゴールが決まり2-1と再びソビエト連邦がリードした。ジム・クレイグのプレイは良くなり味方のゴールを待望するようになった。第1ピリオド終了間際にデーブ・クリスチャンが放ったスラップショットをトレチャクが弾き、そのリバウンドをマーク・ジョンソンが残り1秒で決めて2-2で第1ピリオドを終了した。アメリカ合衆国の同点ゴール後、第1Q残り1秒からソビエト連邦のチーホノフヘッドコーチはトレチャクに代えて控えのウラジーミル・ムイシュキンを送り出した。これは両チームの選手に衝撃を与えた。後にヴャチェスラフ・フェティソフはこの交代についてコーチはアメリカ合衆国を過小評価しておりトレチャクに頼らずとも金メダルを獲得できると判断したのだろうと語っている。ソビエト連邦の選手は残り1秒のフェイスオフにわずか3人しか氷上に出ず、そのままロッカールームに引き上げた。
ムイシュキンは第2ピリオドを無失点で終えた。ソビエト連邦は第2ピリオド2分18秒にアレクサンドル・マリツェフがゴールを決めて3-2とリードしたが、クレイグが多くのシュートを防いだ。
第3ピリオド、ウラジーミル・クルトフがハイスティックの反則でペナルティを受けてパワープレイとなった時間終了直前の8分39秒にマーク・ジョンソンが同点ゴール。そして10分00秒、マイク・エルジオーニの逆転ゴールを決めた後10分間のソビエト連邦の攻撃をしのいでアメリカ合衆国が勝利した。試合終了のブザーがなると、選手・監督と観客が大興奮しスタンドは総立ちになった。
この試合をモントリオール・カナディアンズの元ゴールテンダー、ケン・ドライデンと中継していたABCのスポーツキャスター、アル・マイケルズによる実況は知られている。
“ Eleven seconds, you've got ten seconds, the countdown going on right now! Morrow, up to Silk. Five seconds left in the game. Do you believe in miracles? YES! ”
この試合は、スポーツイラストレイテッドが選ぶスポーツにおける20世紀の出来事の1位に取り上げられた。

## その後
この大会の決勝ラウンドは総当たり戦で金メダルを争うことになっていた。よく誤解されるが、この試合でアメリカ合衆国の金メダルが確定したわけではない上に、この勝利後も1位から4位までいずれかの順位になる可能性があった。その後、アメリカ合衆国はヤリ・クリも出場していたフィンランドを4-2で破り金メダルを獲得し、表彰式ではUSA!のコールが鳴りやまなかった。一方のソビエト連邦は最終戦でスウェーデンを下し、銀メダルを獲得している。
20名のアメリカ合衆国代表選手のうち13名が後にNHL入りし、5名は500試合以上に出場した。
- ニール・ブローテン - 17シーズン、1099試合に出場しオールスターゲームにも2度選ばれ923ポイント（289得点、634アシスト）を挙げた。アメリカ人選手として初めて1シーズン100ポイントを挙げた選手となった。1995年にはニュージャージー・デビルスでスタンレーカップ・ファイナルを制している。キャリアの大部分はミネソタ・ノーススターズ、ダラス・スターズで過ごした。
- ケン・モロー - 1980年にニューヨーク・アイランダーズでスタンレーカップ・ファイナルを制して同じ年にオリンピック、スタンレーカップ・ファイナルを制した初の選手となった。550試合に出場しアイランダーズで4回の優勝を経験した。
- マイク・ラムジー - 18シーズン1070試合に出場、そのうち14年間はバッファロー・セイバーズでプレイした。オールスターゲームに5回出場、1990-92年はチームキャプテンを務めた。2000年にミネソタ・ワイルドのアシスタントコーチになった。
- デーブ・クリスチャン - 14シーズン1009試合プレイし773ポイント（340得点、443アシスト）を挙げた。ウィニペグ・ジェッツではキャプテンを務めた。1991年にオールスターゲームに選出されている。
- マーク･ジョンソン - 11シーズン669試合に出場、508ポイント（203得点、305アシスト）を挙げた。1984年にオールスターゲームに選ばれハートフォード・ホエーラーズではキャプテンを務めた。

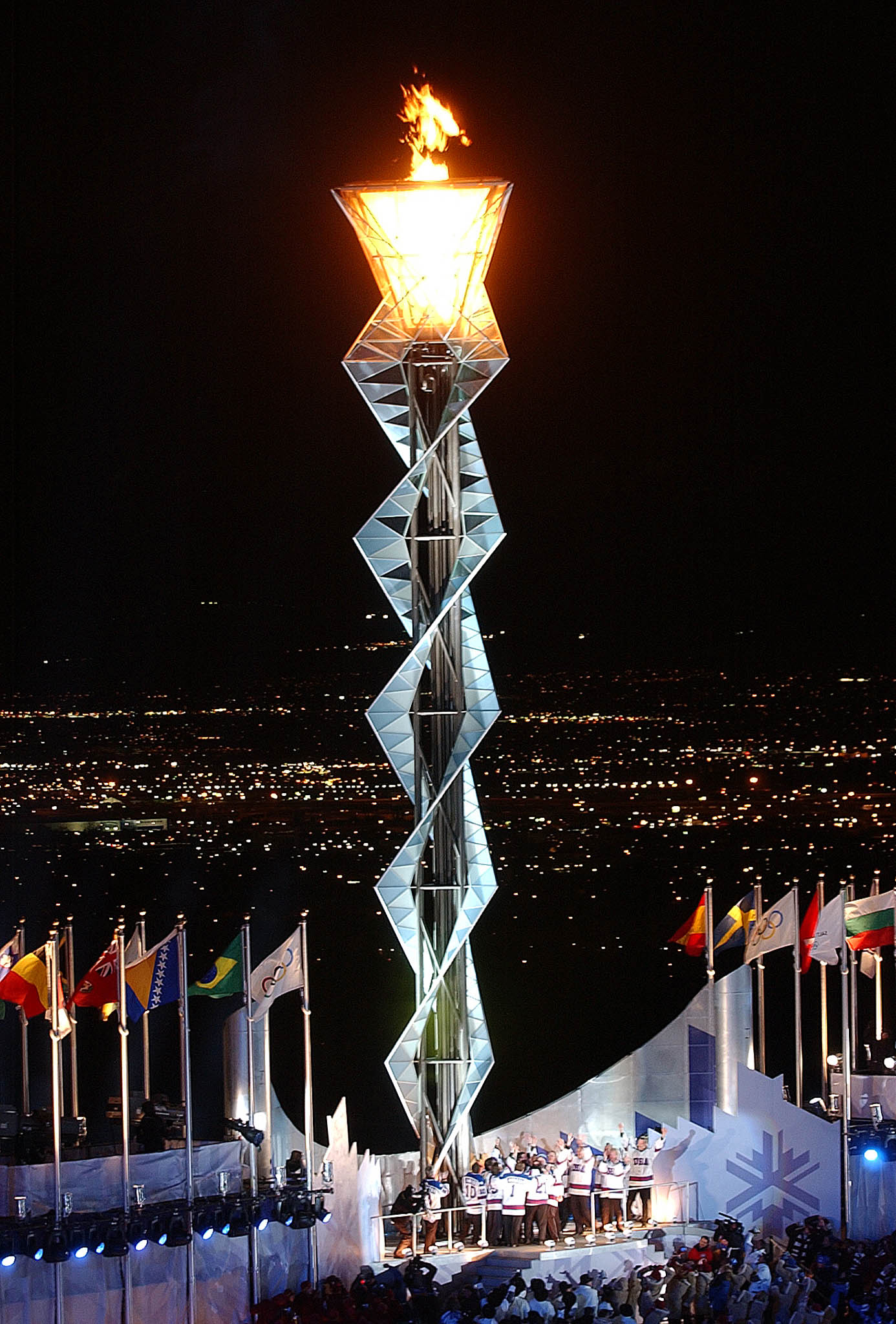
ソルトレークシティオリンピックの聖火点灯に集まった元アメリカ合衆国代表選手達。

アメリカ合衆国代表アシスタントコーチだったクレイグ・パトリックはNHLのピッツバーグ・ペンギンズのゼネラルマネージャーとしてスタンレー・カップファイナルを制覇するなど成功を収め、ホッケーの殿堂入りを果たした。
ヘッドコーチのブルックスはオリンピック後、いくつかのNHLチームのヘッドコーチを務めた。また1998年の長野オリンピックでフランスを率いて8位に、2002年のソルトレークシティオリンピックではアメリカ合衆国を率いて銀メダルを獲得した後、2003年に自動車事故で亡くなっている。
ジム・クレイグはNHLではわずか30試合の出場で1984年に引退した。またマイク・エルジオーニもNHL入りしなかった。
アメリカ合衆国代表はスポーツ・イラストレイテッドが選ぶスポーツマン・オブ・ザ・イヤーに選ばれた。
それまでソビエト連邦の選手がNHLに入団することはなかったが、1988年にセルゲイ・プリャーヒンがカルガリー・フレームスに入団した後、多くの選手が1989年からNHLに加入した。
22年後の2002年2月8日に20人のアメリカ合衆国代表選手のうち17人がソルトレークシティオリンピックの開会式で22年ぶりに再会し、聖火を点火した。
2005年に氷上の奇跡の舞台となったオリンピックセンターが、ハーブ・ブルックス・アリーナに名称が変更された。

## 代表選手

### アメリカ合衆国代表
| ポジション | 背番号 | 名前                     | 年齢 | 出身                                 | 大学                       |
| ---------- | ------ | ------------------------ | ---- | ------------------------------------ | -------------------------- |
| G          | 30     | *ジム・クレイグ          | 21   | ノースイーストン, マサチューセッツ州 | ボストンU                  |
| D          | 3      | *ケン・モロー            | 22   | フリント, ミシガン州                 | ボーリング・グリーン州立   |
| D          | 5      | *マイク・ラムジー        | 19   | ミネアポリス, ミネソタ州             | ミネソタ                   |
| C          | 10     | *マーク・ジョンソン      | 21   | マディソン, ウィスコンシン州         | ウィスコンシン大マディソン |
| RW         | 21     | マイク・エルジオーニ (C) | 25   | ウィンスロップ, マサチューセッツ州   | ボストンU                  |
| LW         | 8      | *デーブ・シルク          | 21   | シチュエイト, マサチューセッツ州     | ボストンU                  |
| D          | 6      | ビル・ベイカー           | 22   | グランドラピッズ, ミネソタ州         | ミネソタ                   |
| C          | 9      | ニール・ブローテン       | 20   | ロゾー, ミネソタ州                   | ミネソタ                   |
| D          | 23     | デーブ・クリスチャン     | 20   | ウォーロード, ミネソタ州             | ノースダコタ               |
| RW         | 11     | スティーブ・クリストフ   | 21   | リッチフィールド, ミネソタ州         | ミネソタ                   |
| RW         | 10     | ジョン・ハリントン       | 22   | バージニア, ミネソタ州               | ミネソタダルース           |
| G          | 1      | スティーブ・ジャナザック | 22   | セントポール, ミネソタ州             | ミネソタ                   |
| LW         | 24     | *ロブ・マクナラハン      | 22   | セントポール, ミネソタ州             | ミネソタ                   |
| D          | 17     | ジャック・オカラハン     | 22   | チャールズタウン, マサチューセッツ州 | ボストンU                  |
| C          | 16     | マーク・パベリック       | 21   | エベレス, ミネソタ州                 | ミネソタダルース           |
| LW         | 25     | バズ・シュナイダー       | 25   | バビット, ミネソタ州                 | ミネソタ                   |
| RW         | 19     | エリック・ストロベル     | 21   | ロチェスター, ミネソタ州             | ミネソタ                   |
| D          | 20     | ボブ・スーター           | 22   | マディソン, ウィスコンシン州         | ウィスコンシン             |
| LW         | 27     | フィル・バーコータ       | 22   | ダルース, ミネソタ州                 | ミネソタ                   |
| LW         | 15     | マーク・ウェルズ         | 21   | セントクレアショア, ミシガン州       | ボーリング・グリーン州立   |

### ソビエト連邦代表
| ポジション | 背番号 | 名前                             | 年齢 | 出身                 |
| ---------- | ------ | -------------------------------- | ---- | -------------------- |
| G          | 20     | *ウラディスラフ・トレチャク      | 27   | モスクワ州           |
| D          | 2      | *ヴャチェスラフ・フェティソフ    | 21   | モスクワ             |
| D          | 7      | *アレクセイ・カサトノフ          | 20   | サンクトペテルブルク |
| C          | 16     | *ウラジーミル・ペトロフ          | 32   | クラスノゴルスク     |
| LW         | 17     | *ワレリー・ハルラモフ            | 32   | モスクワ             |
| RW         | 13     | *ボリス・ミハイロフ (C)          | 35   | モスクワ             |
| RW         | 19     | ヘルムート・バルデリス           | 27   | リガ                 |
| D          | 14     | ジネチュラ・ビリアレトディノフ   | 24   | モスクワ             |
| RW         | 23     | アレクサンドル・ゴリコフ         | 27   | ペンザ               |
| C          | 25     | ウラジーミル・ゴリコフ           | 25   | ペンザ               |
| LW         | 9      | ウラジーミル・クルトフ           | 19   | モスクワ             |
| RW         | 11     | ユーリイ・レベデフ               | 28   | モスクワ             |
| RW         | 24     | セルゲイ・マカロフ               | 21   | チェリャビンスク     |
| C/RW       | 10     | アレクサンドル・マリツェフ       | 30   | キーロボチェペツク   |
| G          | 1      | ウラジーミル・ムイシュキン       | 24   | キーロボチェペツク   |
| D          | 5      | ワシリ・ペルブーヒン             | 24   | ペンザ               |
| LW         | 26     | アレクサンドル・スクヴォルツォフ | 25   | ゴーリキー           |
| D          | 12     | セルゲイ・スタリコフ             | 21   | チェリャビンスク     |
| D          | 6      | ワレリー・ワシリエフ             | 30   | ゴーリキー           |
| C          | 22     | ビクトル・シュルクトフ           | 26   | インタ               |

* 先発選手

## 映画
この実話を元にした映画『ミラクル』（カート・ラッセル主演、ギャヴィン・オコナー監督）が2004年に製作された。